# Olavinlinna
Olavinlinna (også kendt som St. Olafs Slot ; svensk: Olofsborg) er et slot fra det 15. århundrede med tre tårne i Savonlinna, Finland . Det er bygget på en ø i Kyrönsalmi-strædet, der forbinder søerne Haukivesi og Pihlajavesi . Det er den nordligste middelalderlige stenfæstning, der stadig eksisterer.
Slottet udgør en spektakulær scene for Savonlinna Opera Festival, der blev afholdt for første gang i sommeren 1912.

## Historie
Fæstningen blev grundlagt af Erik Axelsson Tott i 1475 under navnet Sankt Olofsborg i et forsøg på at drage fordel af den politiske uro efter Ivan IIIs erobring af Novgorod-republikken . Det blev placeret i det historiske landskab Savolax for at gøre krav på den russiske side af grænsen, der blev oprettet ved Nöteborg-traktaten.
Et af Totts breve fra 1477 indeholder en forbigående omtale af udenlandske bygherrer, der blev inviteret til Olofsborg, sandsynligvis fra Reval, hvor byens befæstninger blev udvidet. Det var det første svenske slot forsynet med et sæt cirkulære tårne, der kunne modstå kanonild. Det er ikke tilfældigt, at et netværk af søer og vandveje danner rammen om slottet, for disse vil alvorligt hindre en potentiel russisk offensiv.
Opførelsen af den tretårnede keep blev afsluttet i 1485, og opførelsen af de ydre mure med to tårne blev straks igangsat. De blev afsluttet i 1495. Et af holdets tårne, St. Erik's Tower, har et dårligt fundament og er siden kollapset. Et af tårnene i forborgen, det tykke tårn, eksploderede i det 18. århundrede. Der er bygget en bastion på dets plads. Slottet blev ombygget med bastioner i slutningen af det 18. århundrede.

### Krige
Olofsborg modstod flere belejringer af russerne under den første og anden russisk-svenske krig .Handelen udviklede sig hurtigt under slottets beskyttelse mod slutningen af det 16. århundrede, og byen Savonlinna, voksede op der omkring.
Mens slottet aldrig blev taget med magt, accepterede dets garnison to vilkår for overgivelse; først for at invadere russere den 28. juli 1714 og anden gang den 8. august 1743, hvor sidstnævnte konflikts fredstraktat i form af Åbo-traktaten førte til, at slottet og hele regionen blev udskilt til kejserinde Elizabeth af Rusland. I den russiske æra inspicerede Aleksandr Suvorov personligt genoprustning af fæstningen.
Flere ødelæggende brande ødelagde meget af slottets inventar i det 19. århundrede, og alle dets originale møbler blev ødelagt.

## Turisme
Slottet er vært for flere små udstillinger, herunder slotmuseet, der viser artefakter, der findes i slottet eller er relateret til det, og det ortodokse museum, der viser ikoner og andre religiøse artefakter både fra Finland og Rusland.
Olavinlinna er den oprindelige model for Kropow Slot i Ottokars scepter, et album i tegneserien Tintins oplevelser af Hergé. 

## Galleri
|                                                                        |
| Olofsborg i Olaus Magnus' Historia de gentibus septentrionalibus, 1555 |

|                                                                                              |
| Olavinlinna som det så ud i 1690'erne før et af tårnene blev ødelagt, chalcography from 1762 |

|                                              |
| Olavinlinna af Victoria Åberg, ukendt årstal |

|                                                             |
| Maleri af slottet i 1870 af Oscar Kleineh, før restaurering |

|                                      |
| Skitse af Hjalmar Munsterhjelm, 1873 |

|                                  |
| Vinteren af Hjalmar Munsterhjelm |

|                                         |
| Olavinlinna, Hjalmar Munsterhjelm, 1875 |

|                                    |
| Olavinlinna, Väinö Blomstedt, 1900 |

|          |
| Nattelys |

|          |
| Interiør |

|                                                                    |
| Applaus efter Macbeth-opførelse ved Savonlinna Opera Festival 2007 |

|                         |
| Savonlinna Opera i 2017 |

| |
| Den russiske præsident Vladimir Putin gæstede sammen med den finske præsident Sauli Niinistö Savonlinna Opera, 2017 |